# Nioundougou
Nioundougou est une localité située dans le département de Tougouri de la province du Namentenga dans la région Centre-Nord au Burkina Faso. 

## Géographie
Nioundougou se trouve à environ 20 km au sud de Tougouri, le chef-lieu du département, sur la route régionale 1 allant de ce dernier à Zéguédéguin, distant au sud d'approximativement 25 km.

## Éducation et santé
Le centre de soins le plus proche de Nioundougou est le centre médical (CM) de Tougouri tandis que le centre médical avec antenne chirurgicale (CMA) de la province se trouve à Boulsa.
Nioundougou possède une école primaire publique.